# Palácio Perypery
O Palácio Perypery (pronuncia-se Piripiri) é um edifício governamental situado na cidade de Piripiri, no estado brasileiro do Piauí que serve como sede da prefeitura do município de Piripiri.

## História
Foi inaugurado em 18 de julho de 2019, como sendo a edificação-mor do centro Administrativo de Piripiri e tem a denominação oficial Perypery em homenagem à antiga grafia do município que vigorou até ser adaptada pelo Formulário Ortográfico de 1943.

## Galeria

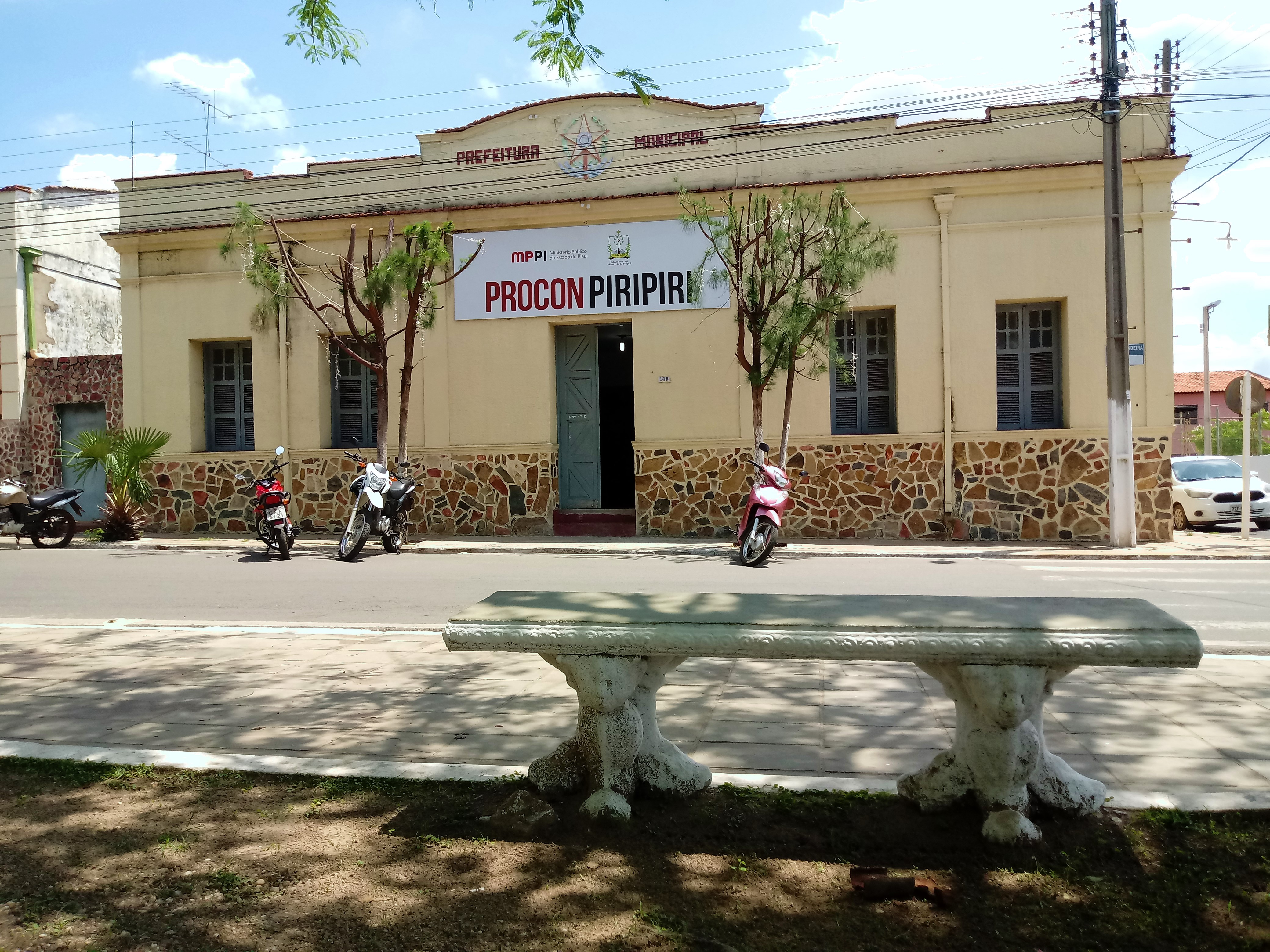
Palacete histórico da antiga prefeitura de Piripiri, tem o brasão nacional esculpido na frente. Atualmente funciona o PROCON.
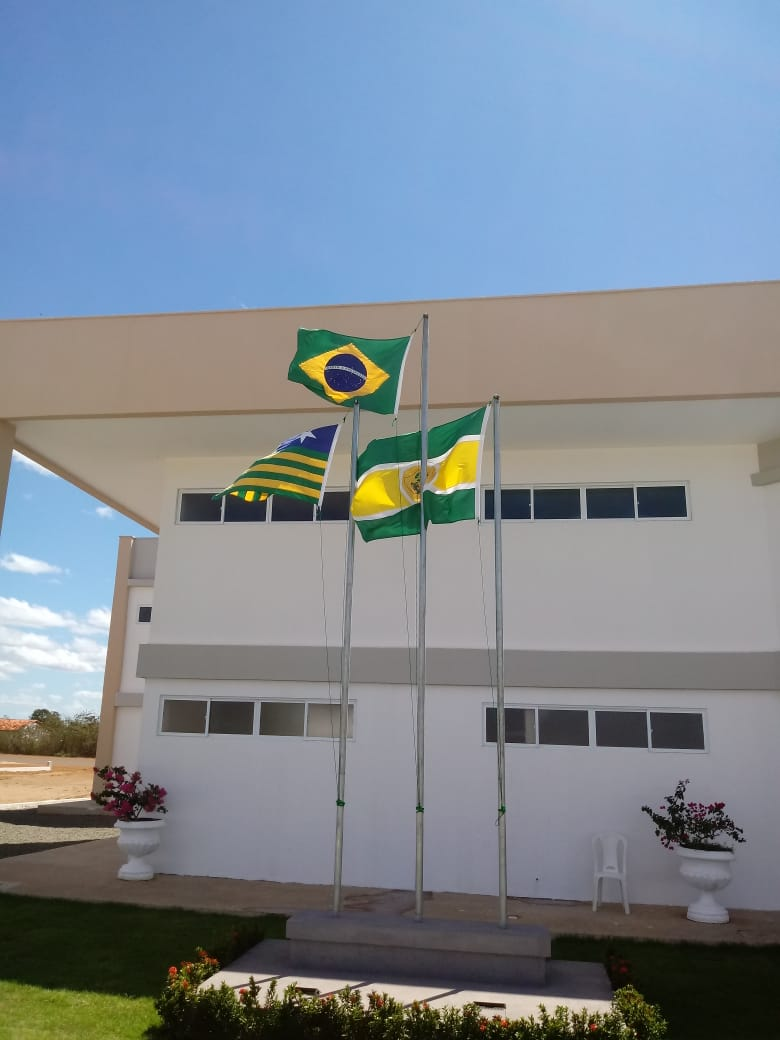
Bandeiras oficias na frente.
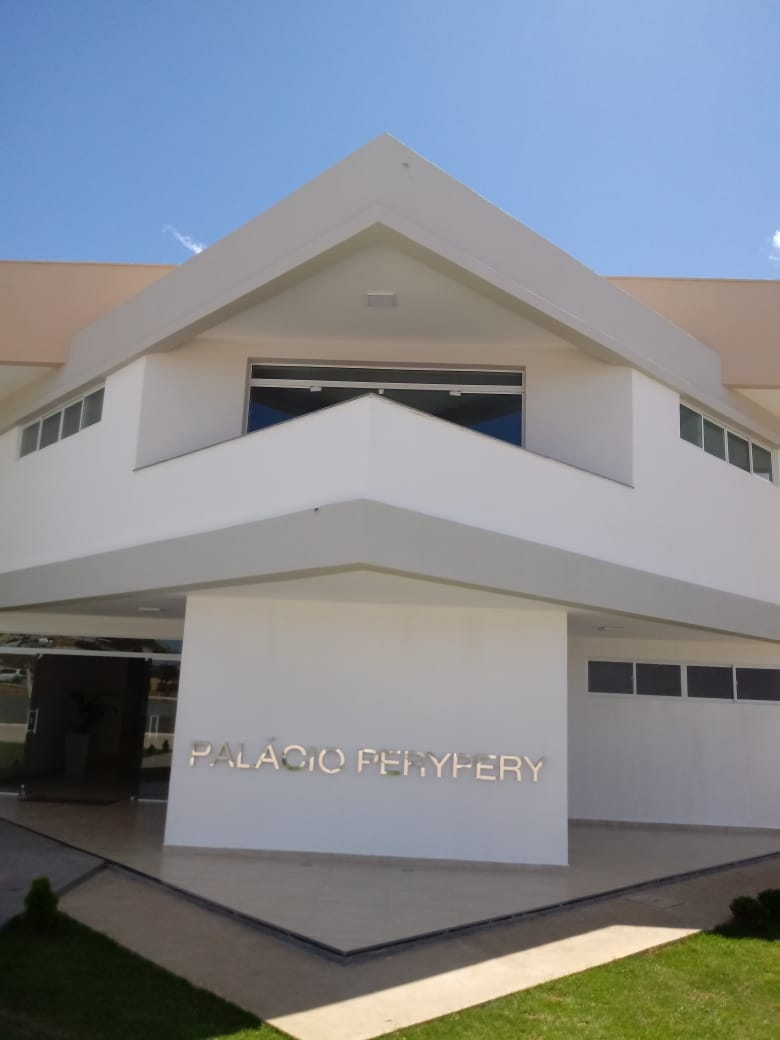
Detalhe arquitetônico estrutural na frente.
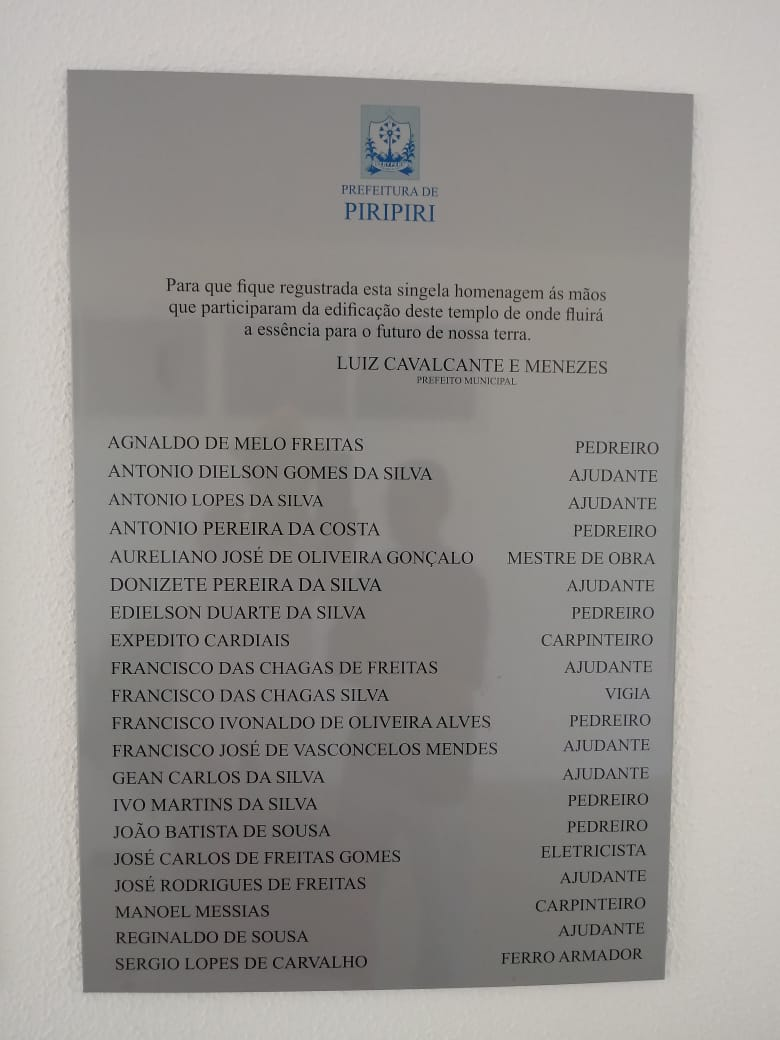
Placa que tem na entrada da edificação contendo a relação de trabalhadores que fizeram as obras.